# آماندا المور
آماندا المور (انگلیسی: Amanda Elmore؛ زادهٔ ۱۳ مارس ۱۹۹۱) قایقران روئینگ اهل ایالات متحده آمریکا بود.
وی در مسابقات کشوری و بین‌المللی در مجموع برندهٔ ۲ مدال طلا شده‌است.